# 加東市立滝野東小学校
加東市立滝野東小学校（かとうしりつ たきのひがししょうがっこう）は、兵庫県加東市新町にある公立小学校。

## 沿革
- 1949年4月 - 滝野小学校と加茂小学校が統合し、滝野町加茂村組合立加茂小学校として発足。
- 1954年4月 - 滝野町立加茂小学校と改称。
- 1966年4月 - 滝野町立滝野東小学校と改称。
- 2006年3月20日 - 加東市立滝野東小学校と改称。

## 校区
光明寺、上滝野、下滝野、新町、北野、穂積、稲尾、曽我、多井田、滝野団地

## 卒業後の進路
- 加東市立滝野中学校

## 校区が隣接している学校
- 加東市立滝野南小学校
- 加東市立社学園小中学校
- 西脇市立重春小学校
- 西脇市立芳田小学校
- 加西市立宇仁小学校